# Itantsa
L'Itantsa (en russe : Итанца) est une rivière de Russie qui coule en république autonome de Bouriatie en Sibérie orientale. C'est un affluent de la Selenga en rive droite, donc un sous-affluent de l'Ienisseï par la Selenga puis par le lac Baïkal et enfin l'Angara.

## Géographie
Le bassin versant de l'Itantsa a une superficie de 2 300 km2 (surface de taille équivalente à celle du département français des Yvelines ou encore à la moitié de la province de Luxembourg en Belgique).
Son débit moyen à la confluence est d'environ 10 m3/s. La rivière présente une saison de hautes eaux au printemps et en été, de mai à septembre. La période d'étiage se déroule en hiver. 
La rivière prend naissance dans la partie méridionale des monts Iablonovy qui longent la rive orientale du lac Baikal. Elle coule globalement du nord-est vers le sud-ouest, suivant l'axe de ces montagnes. Sa vallée est enserrée entre les hauteurs dominant le lac Baïkal au nord-ouest, et les monts Khroulan-Bourgas qui délimitent son bassin au sud-est et séparent ce dernier du bassin de l'Ouda. La rivière finit par se jeter dans la Selenga en rive droite au niveau de la localité de Koma.

## Hydrométrie - Les débits à Tourountaïevo
Le débit de l'Itantsa a été observé sur une période de 38 ans (durant les années 1960-1997), à Tourountaïevo, localité située à 22 kilomètres en amont de sa confluence avec la Selenga. 
L'Itantsa est une rivière peu abondante. Le module de la rivière à Tourountaïevo est de 8,72 m3/s pour une surface prise en compte de 2 120 km2, ce qui correspond à plus ou moins 93 % du bassin versant de la rivière qui compte 2 300 km2. La lame d'eau écoulée dans ce bassin se monte ainsi à 130 millimètres annuellement, ce qui peut être considéré comme médiocre, du moins dans la région du lac Baïkal. 
L'Itantsa présente les fluctuations saisonnières classiques des cours d'eau du nord du bassin de la Selenga. Les crues se déroulent au printemps, au mois de mai et résultent de la fonte des neiges. Au mois de juin le débit diminue quelque peu puis se stabilise rapidement. Une deuxième période de crue, moins importante que la première se déroule en été (juillet-août) sous l'effet des précipitations de la saison. Puis le débit baisse progressivement jusqu'à la fin de l'automne. En novembre, survient l'hiver sibérien, ses neiges et ses gelées ; la rivière présente alors son étiage d'hiver, période allant de novembre à début avril. 
Le débit moyen mensuel observé en mars (minimum annuel d'étiage) atteint 1,52 m3/s, soit près de 9 % du débit moyen du mois de mai (16,9 m3/s). L'amplitude des variations saisonnières peut être qualifiée de modérée, du moins dans le contexte des cours d'eau sibériens. Sur la période d'observation de 38 ans, le débit mensuel minimal a été de 0,21 m3/s en février 1980, tandis que le débit mensuel maximal s'est élevé à 42 m3/s en mai 1968. Quant à la période libre de glaces (de mai à septembre), le débit mensuel minimal observé se montait à 4,80 m3/s en juillet 1969.